# Dicranomyia (Dicranomyia) boulariensis
Dicranomyia (Dicranomyia) boulariensis is een tweevleugelige uit de familie steltmuggen (Limoniidae). De soort komt voor in het Australaziatisch gebied.